# Piridoxamină
Piridoxamina este unul din compușii chimici care poate fi numit vitamina B6. Structura sa chimică se bazează pe un inel piridinic, cu substituenți hidroxil, metil, aminometil și hidroximetil.
Este diferit de piridoxină prin substituentul de pe poziția "4". Este folosit uneori sub formă de diclorhidrat de piridoxamină.

## Proprietăți
Resturile hidroxil din poziția 3 și aminometil din poziția 4 oferă multe proprietăți chimice, cele mai importante fiind cea de neutralizare a radicalilor liberi și a speciilor carbonilice care se formează în urma reacțiilor de degradare a zaharidelor și lipidelor și cea de chelare a ionilor metalici care catalizează reacțiile Amadori.